# Какабаєв Халмамед
Халмамед Какабаєв (1 червня 1939, село Каушут, тепер Какинського етрапу Ахалського велаяту, Туркменістан — 13 грудня 2021, місто Ашгабат, Туркменістан) — туркменський радянський кінорежисер, народний артист Туркменської РСР (1986). Член ЦК КПРС у 1990—1991 роках.

## Життєпис
У 1960 році закінчив диригентське відділення Туркменського музичного училища.
У 1960—1962 роках — асистент режисера театру опери і балету імені Махтумкулі в Ашхабаді.
З 1962 року працював режисером Комітету з радіомовлення і телебачення при Раді міністрів Туркменської РСР.
У 1969 році закінчив філологічний факультет Туркменського державного університету.
З 1972 року — кінорежисер-постановник кіностудії «Туркменфільм» імені А. Карлієва в місті Ашхабаді (Ашгабаті).
У 1973 році закінчив Вищі курси сценаристів і режисерів у Москві, захистив дипломну роботу — короткометражку «Хлопчик з осликом».
Знімав фільми як на сучасні сюжети, так і про історію Туркменістану та Росії (СРСР).
Член КПРС з 1983 року.
Останні роки життя викладав режисуру в Туркменському інституті мистецтв.

## Вибрана фільмографія

### Режисер
- Хлопчик з осликом (к/м) (1973)
- Колір золота (1975)
- Викрадення скакуна (1978)
- Ось повернеться тато… (1981)
- Короткі рукави (1983)
- Таємний посол (1986)
- Син (1989)

### Сценарист
- Викрадення скакуна (1978)
- Ось повернеться тато… (1981)
- Короткі рукави (1983)
- Таємний посол (1986)
- Син (1989)

## Нагороди та відзнаки
- перша премія з розділу дитячих фільмів Всесоюзного кінофестивалю («Викрадення скакуна») (1979)
- Державна премія Туркменської РСР імені Махтумкулі («Викрадення скакуна») (1980)
- другий приз та диплом з розділу дитячих фільмів Всесоюзного кінофестивалю («Ось повернеться тато…») (1982)
- премія Ленінського комсомолу (1982) — за розробку проблем морального виховання у фільмах дітей та юнацтва
- Заслужений діяч мистецтв Туркменської РСР (1982)
- Народний артист Туркменської РСР (1986)